# Біфуркація Андронова — Гопфа

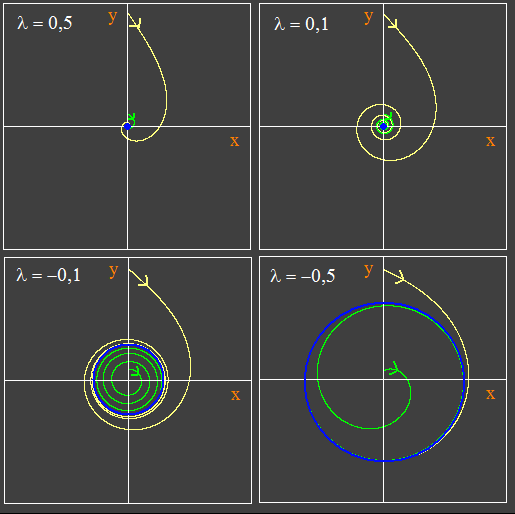
Зміна поведінки фазових траєкторій на фазовому портреті

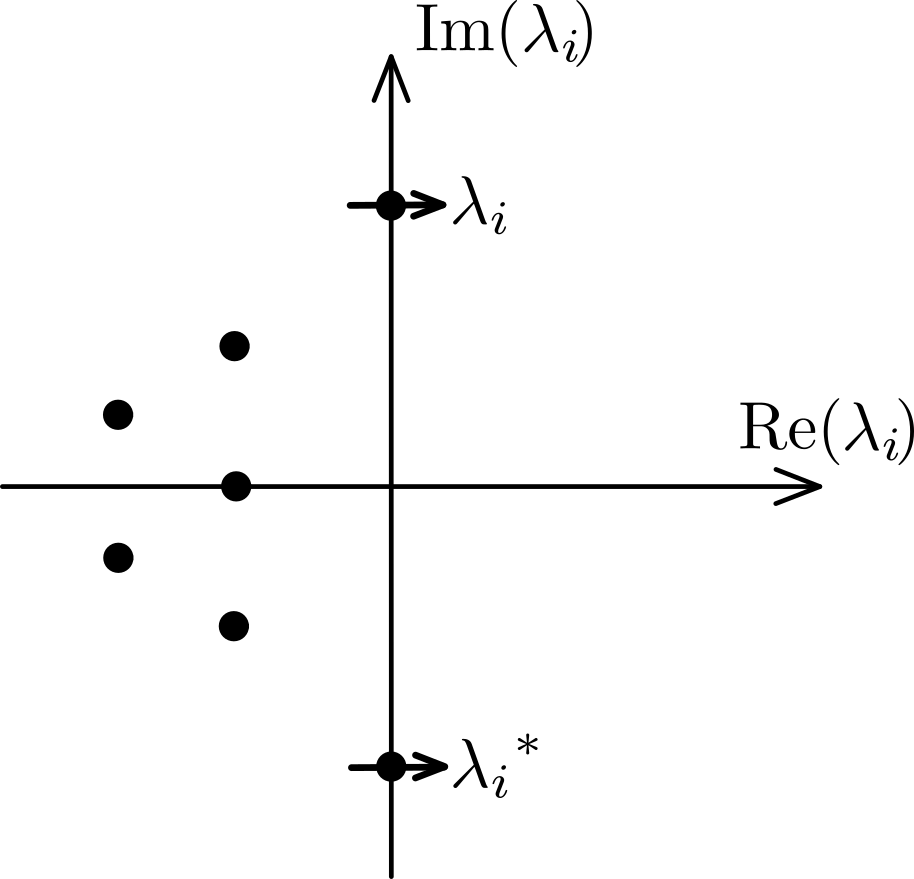

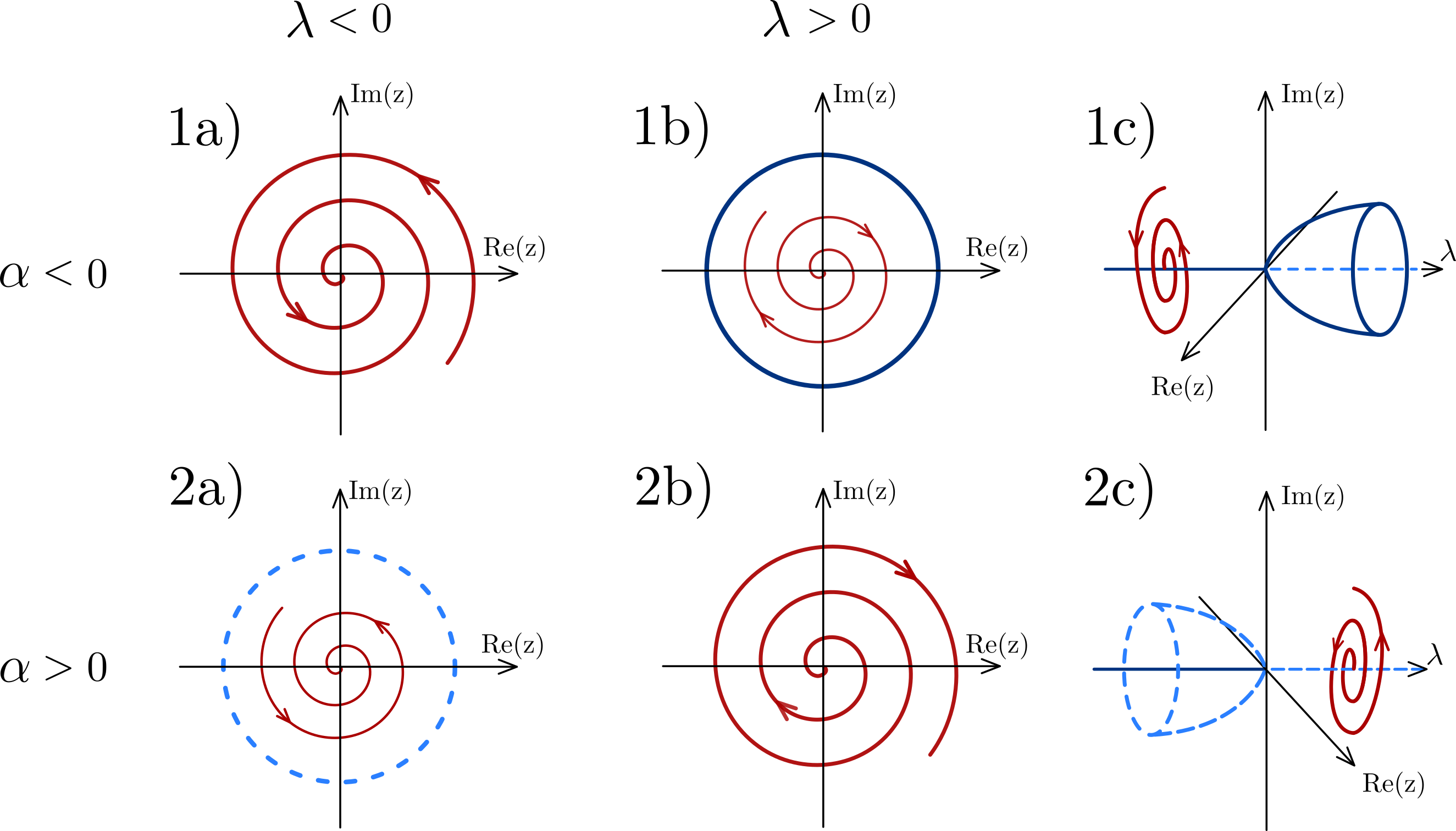

Біфуркація Гопфа — біфуркація, внаслідок якої стаціонарна точка втрачає стійкість.
У біфуркації Гопфа втрата стійкості дисипативною системою локальна, тому фазові траєкторії залишаються в околиці точки рівноваги, що означає виникнення в цій околиці граничного циклу. Як наслідок, у диспативній системі виникають автоколивання.
На рисунку праворуч показано, як змінюється характер фазового портрету при біфуркації Гопфа. На перших двох діаграмах параметри дисипативної системи такі, що точка рівноваги стійка, фазові траєкторії збігаються до неї, але при цьому виконують дедалі більше обертань. Фізично це відповідає дедалі повільнішому згасанню коливань. При переході через точку біфуркації навколо точки рівноваги виникає граничний цикл. Фазові траєкторії збігаються до цього циклу як зовні, так і з середини. Така ситуація відповідає автоколиванням, що підтримуються однаковими й не згасають.
Крім описаної біфуркації, яку називають надкритичною, існує ще підкритична біфуркація Гопфа. У цій біфуркації виникає нестійкий граничний цикл, нестійкий фокус перетворюється на стійкий і навколо нього виникає невеликий басейн притягання. Басейн притягання обмежено нестійким граничним циклом, від якого фазові траєкторії розбігаються всередину до вже стійкого фокуса й назовні — до інших атракторів.
Цей вид біфуркацій названо на честь математика Ебергарда Гопфа.